# Тамањ
Тамањ (рус. Тамань) насељено је место руралног типа (станица) на југозападу европског дела Руске Федерације. Налази се у западном делу Краснодарске покрајине и административно припада њеном Темрјучком рејону.
Према подацима националне статистичке службе РФ за 2010, станица је имала 10.027 становника и била је треће по величини насеље у припадајућем рејону.

## Географија
Станица Тамањ се налази у западном делу Краснодарске покрајине. Лежи на јужној обали Таманског залива у Керчког мореуза, у западном делу Таманског полуострва. Село се налази на неких 50 километара западно од административног центра рејона, града Темрјука, односно на око 180 км западно од покрајинске престонице Краснодара.
Црноморска обала и новоизграђена лука Порт Тамањ налазе се свега око 8 км јужније. Неколико километара западније од села налази се Кримски мост као једина копнена веза између континенталног дела Русије и Кримског полуострва.

## Историја
Прво познато насеље на месту савременог града била је старогрчка насеобина Хермонаса основана вероватно око 592. п. н. е.. Насеље је под тим именом постојало све до IV века, а потом је било под влашћу Хазара (Туматарчан), Византинаца (Таматарха), Османлија и Ђеновљана. Средњовековни арапски историчари град су називали Сакмуш ал Јахуд или Јеврејски Сакмуш, што упућује на могуће постојање јаке јеврејске заједнице у том периоду. Након пораза Хазарског каганата од стране великог кијевског књаза Свјатослава Игоревича 965. године Тмутаракан је био средиште средњовековне словенске Тмутараканске кнежевине (друга половина X—XI век). У периоду руске власти Тмутаракан је био значајно трговачко средиште, посебно значајан за трговачке везе између Руса, Византије и севернокавкаских народа, а у граду су живеле бројне етничке заједнице. Град је у X веку био опасан јаким зидом и тако је био заштићен од спољних напада. Године 1023. књаз Мстислав Владимирович, који је живео у Тмутаракану од 988. до 1036, подигао је цркву посвећену Пресветој Богородици.
Савремено насеље званично је основано 25. августа 1792. када су се на ово подручје доселили црноморски Козаци који су ту основали своју станицу. Иако основан као станица, Тамањ се све до 1849. у званичним документима водио као град, али су са њим управљали атамани из станице Ахтанизовске. Од 1849. има и званичан административни статус станице.

## Демографија
Према подацима са пописа становништва 2010. у селу је живело 10.027 становника.
| 1939. | 1959. | 1979. | 1989. | 2002. | 2010.  |
| ----- | ----- | ----- | ----- | ----- | ------ |
| 7.993 | 5.235 | 8.343 | [ 1 ] | 9.297 | 10.027 |

## Етно-село Атамањ
У непосредној близини Тамања налази се туристички етно-комплекс Атамањ (рус. Атамань) који представља козачко етно-село саграђено на површини од 60 хектара. Комплекс је за туристе званично отворен почетком септембра 2009. године. Етно-село Атамањ уједно представља и музеј на отвореном и представља верну копију живота у једној козачкој заједници у периоду од краја 18. па до почетка 20. века. Сви објекти у селу су саграђени у природној величини карактеристичној за одређени период.